# Vidole
Vidole là một chi nhện trong họ Phyxelididae.

## Các loài
- Vidole capensis (Pocock, 1900)
- Vidole helicigyna Griswold, 1990
- Vidole lyra Griswold, 1990
- Vidole schreineri (Purcell, 1904)
- Vidole sothoana Griswold, 1990